# Genealogia deorum gentilium

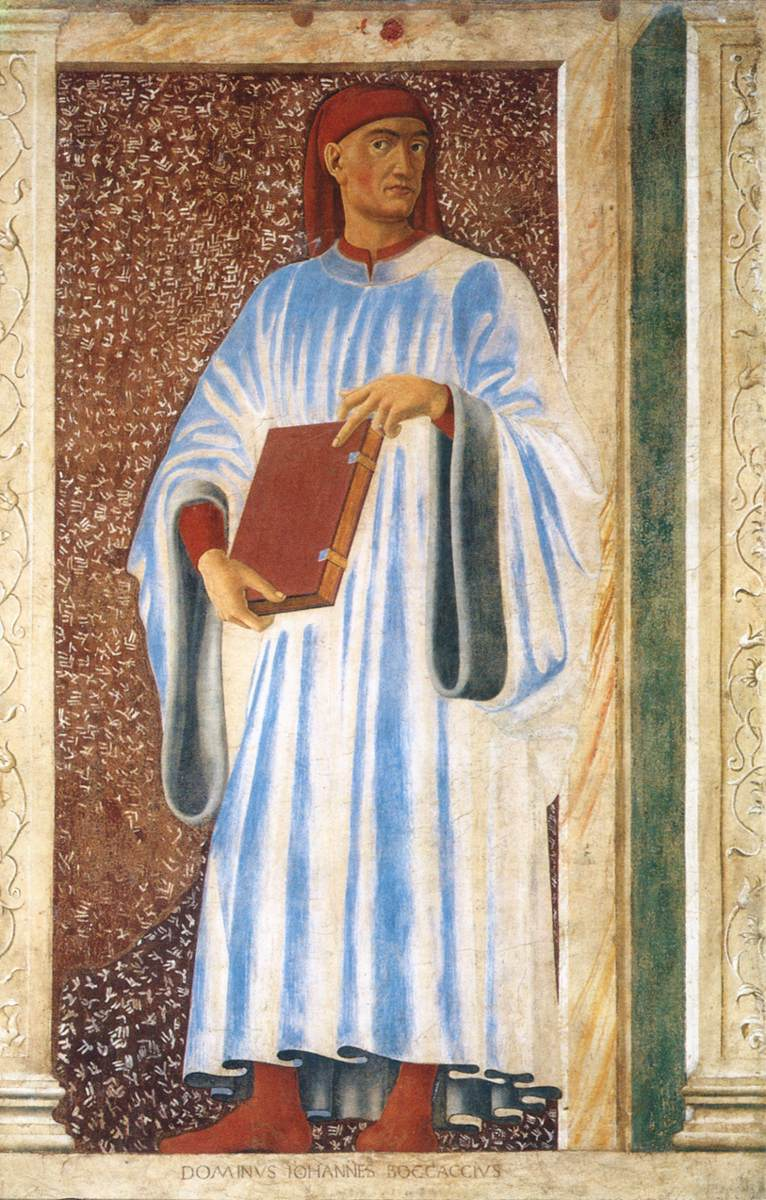
Giovanni Boccaccio

A Genealogia deorum gentilium é uma obra de Giovanni Boccaccio, escrita em latim em 15 livros, na qual muitos mitos de divindades pagãs são interpretados alegoricamente. O tratado procura ordenar as emaranhadas relações de parentesco entre as divindades do panteão clássico da Grécia e Roma antigas.
No Prefácio, o autor afirma ter realizado o projeto a pedido de Hugo IV de Chipre. A primeira redação do tratado, resultado de um trabalho que durou uma década, remonta a 1360; seguiu-se uma segunda edição (1365/1370), mas posteriormente Boccaccio continuou a atualizar o trabalho até sua morte (1375). A editio princeps é de 1472, mas o sucesso da obra está principalmente ligado à tradução vernacular de Giuseppe Betussi, publicada pela primeira vez em 1547 e reimpressa várias vezes.

Durante a vida de Boccaccio, difundiu-se a opinião de que sua principal obra e aquela da qual ele derivaria fama era a Genealogia deorum gentilium, enquanto as obras em vernáculo foram negligenciadas.